# Bellino Crotti
Bellino Crotti (Romano di Lombardia, 1400 – Romano di Lombardia, 1458) è stato un religioso italiano.

## Biografia
Frate confessore e confidente personale del capitano di ventura Bartolomeo Colleoni al quale il religioso nel 1443 fece trafugare dall'abbandonata chiesa della Maddalena di Senigallia autorevoli reliquie di Santa Maria Maddalena e di suo fratello San Lazzaro, portate nelle chiese di Romano di Lombardia e di Covo.
Nelle chiese risultano conservate soltanto le reliquie di san Lazzaro, mentre non si hanno notizie di quelle di santa Maria Maddalena.
Finalmente abbiamo potuto ritrovare le reliquie della Maddalena trafugate da Senigallia. Conosciamo in cosa consistono e dove si trovano, come pure ormai conosciamo in cosa consistono le reliquie del fratello Lazzaro, mai prima d'ora specificate. 
Tutte queste notizie e gli eventi a esse collegati sono state pubblicate in un libro ricco di documenti di archivio "La Maddalena di Senigallia" scritto da Anna Pia Giansanti e pubblicato nel 2011 dalla Mediateca delle Marche di Ancona.